# Ornette Coleman
Randolph Denard Ornette Coleman, född 9 mars 1930 i Fort Worth i Texas, död 11 juni 2015 i New York i New York, var en amerikansk saxofonist och kompositör. Han var en av de stora innovatörerna inom freejazz-rörelsen på 1960-talet. En av hans stora förebilder var Charlie Parker.
Ornette Coleman stod under sin karriär för nya sätt att förhålla sig till musiken inom jazzen, tydligt redan i början av hans karriär. I slutet av 1950-talet, när han debuterade på New Yorks jazzscen och med sitt engagemang i den berömda jazzklubben Five Spot, fick han sitt stora genombrott. 
Coleman lärde sig spela saxofon och läsa musik från 14 års ålder. Ett år senare bildade han sitt eget band. Coleman arbetade under en tid i Kalifornien, och reste därefter till New York med vännen och trumpetaren Don Cherry. År 1960 spelade Coleman in Free Jazz, som fick ge namn åt den nya musikstilen. Ornette var en musikalisk revolutionär, precis som sin förebild Parker.
Coleman blev 2010 hedersdoktor i musik vid University of Michigan.

## Diskografi
- 1958 – Something Else!!!!
- 1959 – Tomorrow Is the Question!
- 1959 – The Shape of Jazz to Come
- 1959 – Change of the Century
- 1960 – This Is Our Music
- 1961 – Free Jazz
- 1961 – Ornette!
- 1961 – Ornette on Tenor
- 1961 – The Art of the Improvisers
- 1961 – Twins
- 1961 – Beauty Is a Rare Thing
- 1962 – Town Hall
- 1965 – Chappaqua Suite

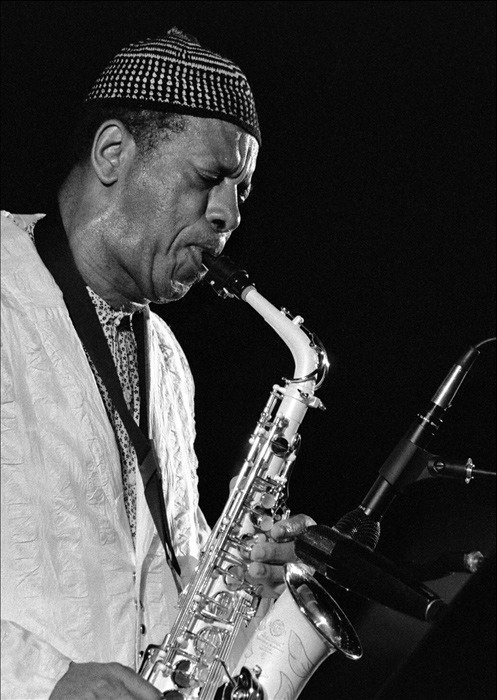
Ornette Coleman 1994.

- 1965 – An Evening with Ornette Coleman
- 1965 – Who's Crazy Vol. 1 & 2
- 1965 – The Paris Concert
- 1965 – Live at the Tivoli
- 1965 – At the "Golden Circle" Stockholm, Vol. 1 & 2
- 1966 – The Empty Foxhole
- 1967 – The Music of Ornette Coleman – Forms & Sounds
- 1968 – The Unprecedented Music of Ornette Coleman
- 1968 – Live in Milano
- 1968 – New York Is Now!
- 1968 – Love Call
- 1968 – Ornette at 12
- 1969 – Crisis
- 1970 – Friends and Neighbors
- 1971 – Broken Shadows
- 1971 – Science Fiction (vokalist Asha Puthli)
- 1971 – European Concert
- 1971 – The Belgrade Concert
- 1972 – Skies of America
- 1972 – J for Jazz Presents O.C. Broadcasts
- 1975 – To Whom Who Keeps a Record
- 1976 – Dancing in Your Head
- 1976 – Body Meta
- 1977 – Soapsuds, Soapsuds
- 1982 – Of Human Feelings
- 1983 – Opening the Caravan of Dreams
- 1983 – Prime Time/Time Design
- 1986 – Song X
- 1987 – In All Languages
- 1988 – Live at Jazzbuehne Berlin
- 1988 – Virgin Beauty
- 1991 – Naked Lunch
- 1995 – Tone Dialing
- 1996 – Sound Museum – Hidden Man
- 1996 – Sound Museum – Three Women
- 1997 – Colors: Live from Leipzig
- 2006 – Sound Grammar
- 2008 – Croydon Concert
- 2008 – Live in Paris 1971
- 2011 – The 1987 Hamburg Concert